# Alexander Soros
Pour les articles homonymes, voir Soros.
Alexander Soros (né le 27 octobre 1985 à New York) est l'un des cinq enfants de George Soros. Il est président du Conseil d'administration de l'Open Society Foundations et siège au comité d'investissement de gestion de fonds Soros Fund Management. Il est également l'un des jeunes leaders mondiaux du Forum économique mondial de 2018.

## Enfance et éducation
Alexander Soros est le fils du milliardaire George Soros et de Susan Weber Soros. Il a grandi à Katonah, New York et a un frère cadet, Gregory. Alex a fréquenté King Low Heywood Thomas à Stamford, Connecticut. Il est diplômé de l'université de New York en 2009 et a obtenu en 2018 un doctorat en histoire de l'université de Californie à Berkeley,.

## Philanthropie
Soros s'est imposé comme philanthrope avec une première contribution majeure au Fonds juif pour la justice .
Selon une biographie de 2011 dans le Wall Street Journal, Soros se concentre sur « des causes progressistes qui pourraient ne pas bénéficier d'un large soutien ». Depuis lors, il a rejoint le conseil d'administration d'organisations telles que Global Witness (en tant que membre du conseil consultatif), qui milite contre les atteintes à l'environnement et aux droits humains associées à l'exploitation des ressources naturelles ; les Open Society Foundations, qui s'emploient à établir la responsabilité des gouvernements et les processus démocratiques à l'échelle internationale ; et Bend the Arc (qui a été formé par la fusion de l' Alliance juive progressiste et des Fonds juifs pour la justice en 2012),.
Soros continue également de faire des dons à des causes politiques. En mars 2012, il a fait don de 200 000 dollars au Conseil juif pour l'éducation et la recherche, l'organisation à l'origine du « Great Schlep » de 2008 en soutien au candidat de l'époque, Barack Obama . Alex est récipiendaire du prix de la Fondation Gordon Parks 2017 pour son soutien philanthropique aux arts et sciences humaines.

### Fondation Alexandre Soros
En 2012, Soros a créé la Fondation Alexander Soros, qui se consacre à la promotion de la justice sociale et des droits de l'homme. Parmi les premiers bénéficiaires de la fondation figurent Bend the Arc, la National Domestic Workers Alliance, qui représente les droits de 2.5 millions de travailleurs domestiques aux États-Unis, et Make the Road New York, qui renforce le pouvoir des communautés latino-américaines et ouvrières pour parvenir à la dignité et à la justice.
Aux côtés de la Fondation Ford et de l'Open Society Foundations, la Fondation Alexander Soros a financé la toute première étude statistique nationale sur les travailleurs domestiques (Home Economics: The Invisible and Unregulated World of Domestic Work, publiée le 26 novembre 2012).

#### Prix de la Fondation
- En juillet 2012, la Fondation Alexander Soros a remis son premier prix ASF pour La défense de l’environnement et des droits de l'homme au militant libérien Silas Siakor[12].
- En 2013, le prix a été décerné à Chut Wutty, le militant cambodgien mort en défendant la forêt de Prey Lang[13].
- En 2014, le prix a été décerné à titre posthume à Edwin Chota, Jorge Ríos Pérez, Leoncio Quincima Meléndez et Francisco Pinedo, un groupe de dirigeants autochtones du Pérou qui ont été assassinés en raison de leur travail visant à mettre fin à l'exploitation forestière illégale dans leur communauté dans la forêt tropicale du Pérou[14].
- En 2015, le prix a été décerné à Alphonse Muhindo Valivambene et Bantu Lukambo pour leur dévouement à la défense du parc national des Virunga contre des intérêts corrompus tentant d'ouvrir le parc au forage pétrolier illégal et au braconnage.
- En 2016, le prix a été décerné à Paul Pavol, un villageois de Papouasie-Nouvelle-Guinée qui dénonce l'appropriation de la forêt tropicale dans son district natal de Pomio par le conglomérat forestier malaisien Rimbunan Hijau.
- En 2017, Antônia Melo da Silva, une militante environnementale brésilienne de longue date, a reçu le prix de la Fondation Alexander Soros pour l'activisme environnemental et des droits de l'homme pour son rôle inspirant à la tête de campagnes visant à arrêter la construction du barrage de Belo Monte et d'autres projets d'infrastructure nuisibles dans la forêt amazonienne[15].

## Autres activités
Alex Soros est crédité en tant que producteur de plusieurs films, dont L'Épreuve du feu et The Kleptocrats.
En 2021, il se déclare en faveur de la décriminalisation de la consommation de drogues.
La même année, il célèbre en République tchèque la Journée internationale des Roms.

## Ouvrages
En 2014, Soros a contribué un essai au livre God, Faith and Identity from the Ashes: Reflections of Children and Grandchildren of Holocaust Survivors.
Des écrits de Soros ont paru, entre autres, dans The Guardian, Politico, The Miami Herald, The Sun-Sentinel et The Forward.

## Vie privée
Soros a des maisons à North Berkeley, Lower Manhattan et South Kensington, Londres,. Il est marié à Huda Abedin.